# Karlheinz Knuth
Karlheinz Knuth (* 1931; † 2008) war ein deutscher Drehbuch-, Hörspiel- und Krimiautor, Fernseh- und Hörfunkregisseur.

## Leben und Wirken
Knuth studierte Theaterwissenschaft und schrieb Stücke für Laienspielprojekte. Ab Mitte der 1960er-Jahre schrieb er für den Sender Freies Berlin mehr als einhundert Hörspiele und Features. Sein Science-Fiction-Hörspiel Die Tage nebenan oder Da, wo Cäsar nicht ermordet wurde wurde 1998 mit dem Kurd-Laßwitz-Preis ausgezeichnet. Zudem verfasste er u. a. Drehbücher zu mehreren Folgen der Krimiserien Direktion City und Tatort und führte Regie bei einigen Fernsehdokumentationen.

## Hörspiele
Autor:
- 1960: Piet an der Box – Regie: Lothar Kompatzki (Original-Hörspiel, Kurzhörspiel – SFB)
- 1961: Jakob und Herr Morkart – Regie: Tom Toelle (Originalhörspiel, Kurzhörspiel – SFB)
- 1961: Vierzehn und die Schatzgräber – Bearbeitung und Regie: Rolf von Goth (Originalhörspiel – SFB)
- 1962: Vorstadtkönig – Regie: Erich Köhler (Originalhörspiel – SFB)
- 1962: Traumhaus – Regie: Lothar Kompatzki (Originalhörspiel – SFB)
- 1962: Die Karre im Hof – Regie: Lothar Kompatzki (Originalhörspiel – SFB)
- 1963: Souvenirs – Regie: Curt Goetz-Pflug (Originalhörspiel – SFB)
- 1963: Die eigene Spur – Regie: Lothar Kompatzki (Originalhörspiel – SFB)
- 1964: Die Lottospieler – Regie: Curt Goetz-Pflug (Originalhörspiel – SFB)
- 1964: Sie haben noch fünf Minuten – Regie: Curt Goetz-Pflug (Kriminalhörspiel – SFB)
- 1964: Hoch über Island – Regie: Rolf von Goth (Originalhörspiel – SFB)
- 1964: Lieber Herr Braun – Regie: Curt Goetz-Pflug (Originalhörspiel – SFB/HR)
- 1964: Im Juli Regen – Regie: Lothar Kompatzki (Originalhörspiel – SFB)
- 1965: Auf freier Strecke – Regie: Lothar Kompatzki (Originalhörspiel – SFB)
- 1965: Der Papagei – Regie: Lothar Kompatzki (Originalhörspiel – SFB)
- 1967: Nach Süden – Regie: Rolf von Goth (Originalhörspiel, Kurzhörspiel – SFB)
- 1967: Umgang mit Bären – Regie: Nicht angegeben (Hörspiel – SFB)
- 1970: Ehe mit Kind – Regie: Karlheinz Knuth (Hörspiel – SFB)
- 1971: Mit den Co-Autoren Hans Bernd Müller, Heinz Schueler, Ingrid Rencher und Sigrid Sandberg: Mauerschau. Westberliner Perspektiven. Hörspiel aus Original-Aufnahmen zusammengestellt – Regie: Die Autoren (Originalhörspiel, Dokumentarhörspiel, Originaltonhörspiel – SFB)
- 1973: Der Hai – Regie: Karlheinz Knuth (Hörspiel – SFB)
- 1975: Wenige Tage nur – Regie: Nicht angegeben (Hörspiel – SFB)
- 1981: Der Große Coup der Kleinen Leute oder: Haben Sie eine tote Tante? – Regie: Karlheinz Knuth (Hörspiel – SFB)
- 1985: Herzschuß – Regie: Wolf Euba (Originalhörspiel, Kriminalhörspiel – NDR)
- 1988: Leichenfund – Regie: Albrecht Surkau (Hörspiel – WDR)
- 1989: Tote lachen nicht – Regie: Hans Rosenhauer (Kriminalhörspiel – NDR)
- 1989: Doppelt fällt besser oder Der Tatzeuge – Regie: Erwin Weigel (Kriminalhörspiel – BR)
- 1991: Science Fiction als Radiospiel: Lärmfresser – Regie: Andreas Weber-Schäfer (Science-Fiction-Hörspiel – SDR)
- 1991: Verabredung mit einem Toten – Regie: Walter Adler (Originalhörspiel, Kriminalhörspiel – WDR)
- 1992: Science Fiction als Radiospiel: Die roten Schuhe im Speicherring – Bearbeitung und Regie: Andreas Weber-Schäfer (Originalhörspiel, Science-Fiction-Hörspiel – SDR)
- 1992: Aus Studio 13: Die Tage der Libelle – Regie: Stefan Hilsbecher (Kriminalhörspiel – SDR)
- 1994: Der Moormann oder Als ob der Wind weint – Regie: Klaus Wirbitzky (Originalhörspiel, Kriminalhörspiel – WDR)
- 1995: Wenn die Ohren tanzen – Regie: Thomas Werner (Originalhörspiel – WDR)
- 1995: Mord im Rosengarten – Bearbeitung und Regie: Erwin Weigel (Originalhörspiel, Kriminalhörspiel – BR)
- 1997: Die Tage nebenan oder Da, wo Cäsar nicht ermordet wurde – Regie: Thomas Werner (Originalhörspiel, Science-Fiction-Hörspiel – WDR)
  - Auszeichnung: Kurd-Laßwitz-Preis 1998
- 1997: Aus Studio 13: Skipper oder Der Gesang der Nachtigall – Regie: Stefan Hilsbecher (Originalhörspiel, Kriminalhörspiel – SDR)
- 2000: Grand Slam im Bridge oder Kein tödliches Ausspiel – Regie: Christoph Pragua (Originalhörspiel, Kriminalhörspiel – WDR)
- 2001: Walking like an Hellangel. Funkerzählung – Regie: Andreas Weber-Schäfer (Originalhörspiel, Kurzhörspiel, Science-Fiction-Hörspiel – SWR)
- 2002: Die Asche des Bruders – Regie: Dieter Carls (Originalhörspiel, Kriminalhörspiel – WDR)
- 2005: Henkersmahlzeit – Regie: Christoph Pragua (Originalhörspiel, Kriminalhörspiel – WDR)

Sonstiges:
- 1957: Wolfdietrich Schnurre: Eine Chance für Humbsch (Regieassistenz und Sprecher) – Regie: Hans Bernd Müller (Originalhörspiel – SWF)
- 1973: Ohne Autorenangabe: Kein blauer Engel. Die Polizei und andere Bürger. Hörspiel-Collage im Originalton – Regie: Karlheinz Knuth, Ingrid Rencher, Ingeborg Richert und Günter Genz (Originalhörspiel, Originaltonhörspiel – SFB)